# Jim Courier
Pour les articles homonymes, voir Courier.
James Spencer Courier Junior, dit Jim Courier, né le 17 août 1970 à Sanford (Floride), est un joueur de tennis américain.
Professionnel de 1988 à 2000, Courier, n°1 en 1992, a remporté vingt-trois titres en simple messieurs sur le circuit ATP, dont quatre titres du Grand Chelem.
Ses meilleures performances en Grand Chelem sont deux victoires à Roland-Garros en 1991 et 1992 ainsi qu’à l’Open d’Australie en 1992 et 1993. Il est également vainqueur de cinq Masters 1000, dont un doublé Indian Wells-Miami réalisé la même année, en 1991. Il atteindra la finale des Masters à deux reprises, en 1991 et 1992.
Auteur d’un Grand Chelem de finales en carrière à la suite de sa finale de Wimbledon perdue en 1993, il est le quatrième joueur, après Ken Rosewall (en 1971), Ivan Lendl (en 1989) et Stefan Edberg (en 1991), à se hisser dans au moins toutes les finales du Grand Chelem depuis 1969 (année du grand chelem calendaire de Rod Laver). En 1992, il réalise le doublé Open d’Australie et Roland-Garros, une performance qui sera égalée par Novak Djokovic en 2016,  2021 et 2023 et Rafael Nadal en 2022.
Courier deviendra no 1 mondial en 1992, achevant la saison à ce même rang, et occupera la tête du classement ATP pour un total de 58 semaines cumulées. Il sera désigné champion du monde et meilleur joueur ATP cette même année.
Il conquiert la Coupe Davis à deux reprises, avec l’équipe des États-Unis, en 1992 et 1995.
Joueur majeur du tennis mondial du début des années 1990,, Jim Courier est membre du International Tennis Hall of Fame depuis 2005.
En plus de l'anglais, sa langue maternelle, Jim Courier s'exprime aisément en français.
Classement ATP en fin de saison : 2e en 1991, 1er en 1992, 3e en 1993, 13e en 1994, 8e en 1995.

## Style de jeu
On a souvent comparé le jeu de Jim Courier à celui d’Andre Agassi tous deux ayant été formés à l’académie de tennis de Nick Bollettieri.
Comme Agassi, Jim Courier était un attaquant de fond de court pratiquant un tennis vif, puissant et agressif, imposant une grande cadence dans les échanges grâce à une prise de balle précoce et une capacité à jouer très près des lignes. Son coup droit décroisé était une de ses armes les plus fatales. À l’instar du Kid de Las Vegas il fit preuve d’une parfaite adaptation à toutes les surfaces, ce qui lui permit de triompher deux fois à Roland-Garros sur terre battue, deux fois en Australie sur rebound ace, d’atteindre en 1991 la finale de l’US Open, et celle de Wimbledon en 1993, où il échoua cependant contre Pete Sampras, qui signait là sa première victoire d’une longue série.
Courier reste néanmoins plus « sobre » dans son attitude. Du point de vue vestimentaire, Jim Courier était célèbre pour le port quasi permanent de sa casquette, à l’époque les joueurs de tennis n’en portaient qu’occasionnellement, quand Andre Agassi portait un bandeau avant d’être immortalisé avec le trophée de Wimbledon en 1992, casquette sur la tête.

## Carrière
Jim Courier a occupé 58 semaines la place de numéro un mondial. Il finit l’année 1992 à cette place, grâce à deux succès en Grand Chelem cette année-là. Il a donc fait partie des joueurs phares de la première moitié des années 1990, à l’instar de Stefan Edberg, Boris Becker, Michael Stich, Andre Agassi, Pete Sampras ou Michael Chang.
Sa place de numéro un n’est pas seulement explicable par son simple talent : Jim Courier a souvent été présenté comme un joueur besogneux, une bête de travail et de physique, faisant preuve d’une grande résistance à la chaleur et à la fatigue.
Sa période de domination du tennis mondial vient entre les périodes de déclin des grands champions des années 1980 que sont Ivan Lendl, Mats Wilander, John McEnroe ou encore Jimmy Connors, et la période de domination d’Andre Agassi et Pete Sampras. Courier, par sa solidité mentale, physique et technique (son coup droit était considéré comme le plus puissant du circuit), apporta une secousse réelle au tennis. C’est après 1993, et même dès la deuxième partie de cette année là, après les chocs de ses deux finales perdues en Grand Chelem à Roland-Garros puis à Wimbledon, que Jim Courier connut un déclin aussi soudain que son arrivée au sommet.
Malgré quatre victoires successives sur Sergi Bruguera, la première en 1990 sur terre battue (World Team Cup), puis en 1992 (à Rome, terre battue) et deux en 1993 (à l’Open d’Australie sur dur et une nouvelle fois à Rome), il s’incline en finale de Roland-Garros, alors qu’il avait l’opportunité d’être le premier joueur depuis Björn Borg à gagner le tournoi trois fois de suite. Sergi Bruguera le bat d’ailleurs également l’année suivante en demi-finale de ce même tournoi.
Il atteignit pour la dernière fois les demi-finales d’un tournoi du Grand Chelem à l’US Open en 1995.
Jim Courier a remporté 23 titres, dont 4 du Grand Chelem. Il a aussi disputé et perdu 3 autres finales du Grand Chelem et 2 finales du Masters. Il est un des rares joueurs de l’ère Open à avoir atteint les quatre finales du Grand Chelem dans sa carrière.

### Les débuts
Jim Courier commence le tennis dans les années 1980 et intègre l’académie de Nick Bollettieri, où il côtoiera d’autres futurs champions, tels Andre Agassi ou Monica Seles.
Il devient en 1987 le premier joueur depuis Björn Borg a remporter l’Orange Bowl deux fois consécutivement, en 1986 et en 1987. En 1987 il remporte également Roland-Garros junior en double messieurs, et passe professionnel en 1988.

### 1988-1990: Premiers titres et premières expériences en Grand Chelem
Courier participe à son premier tournoi du Grand Chelem à l’occasion de l’US Open 1988, et atteint le second tour, où il sera battu par le Suédois Mikael Pernfors.
En 1989, il remporte le tournoi de Rome en double messieurs, associé à Pete Sampras, et accède, en simple, aux huitièmes de finale de Roland-Garros, défait par le Russe Chesnokov. Il remporte son premier titre à Bâle, face à Stefan Edberg, qu’il domine sur le score de 7–6(8–6), 3–6, 2–6, 6–0, 7–5.
En 1990, l’Américain possède le classement suffisant pour participer aux Masters Series et crée la surprise en se qualifiant pour une demi-finale à Indian Wells, au terme de laquelle Stefan Edberg, alors numéro un mondial, prendra sa revanche. Courier accède pour la seconde fois à un huitième de finale à Roland-Garros, dominé cette fois par son compatriote Andre Agassi, futur finaliste de l’épreuve.

### 1991: Victoire à Roland-Garros, doublé Indian Wells-Miami, finale à l’US Open et aux Masters,no2mondial
Ce sera l’année de la révélation et de la consécration pour le jeune Américain. Courier s’impose aux Masters d’Indian Wells, puis de Miami, battant successivement Guy Forget et David Wheaton en finale.
Au mois de juin, il se qualifie à la surprise générale pour une première finale à Roland-Garros, face à Andre Agassi. Inconnu du grand public, Courier domine son compatriote, pourtant donné favori, sur le score de 3–6, 6–4, 2–6, 6–1, 6–4, et remporte ainsi son premier titre majeur, après seulement trois ans de présence sur le circuit professionnel.
Il poursuit son ascension fulgurante en atteignant une demi-finale aux Masters du Canada et de Cincinnati, et atteint une nouvelle finale de Grand Chelem, à l’US Open, où il échouera face à Edberg.
Qualifié pour les Masters, Courier s’offre une troisième finale de majeur dans la même saison, butant cette fois sur Pete Sampras. Il achève la saison no 2 mondial et s’impose comme le quatrième homme fort du tennis américain, avec Sampras, Chang et Agassi.

### 1992: Victoire à l’Open d’Australie, second titre à Roland-Garros, victoire en Coupe Davis, finale aux Masters, demi-finale à l’US Open,no1mondial
Jim Courier commence sa saison par l’Open d’Australie, qu’il remporte pour la première fois face à Stefan Edberg (6-3, 3-6, 6-4, 6-2).
Confirmant sa parfaite adaptation aux changements de surfaces, il réalise une brillante saison sur terre battue en remportant le Masters de Rome face à Carlos Costa (7-6, 6-0, 6-4), puis parvient à conserver son titre à Roland-Garros, étrillant Petr Korda sur le score de 7-5, 6-2, 6-1.
Battu prématurément au troisième tour de Wimbledon, il accède néanmoins aux demi-finales à l’US Open, où il est défait par Sampras. Aux Masters de fin de saison, Courier s’offre une seconde finale consécutive, perdue face à Boris Becker, et remporte la Coupe Davis avec l’équipe des Etats-Unis.
Devenu no 1 mondial pour la première fois le 10 février, il termine la saison au même rang, et sera désigné champion du monde et meilleur joueur ATP.

### 1993: Second titre à l’Open d’Australie, finale à Roland-Garros et Wimbledon,no3mondial
Jim Courier confirme son statut de numéro un mondial en conservant son titre à Melbourne, dominant le suédois Edberg sur le score de 6–2, 6–1, 2–6, 7–5. Ce sera son quatrième et dernier titre en Grand Chelem.
Il remporte une nouvelle fois les Masters d’Indian Wells et de Rome en battant Wayne Ferreira et Goran Ivanišević, et amorce les Internationaux de France en grand favori. L’Américain accède en effet pour la troisième fois consécutive à la finale de Roland-Garros, mais chute face à la révélation espagnole Sergi Bruguera, qui le domine au terme de cinq sets acharnés (4–6, 6–2, 2–6, 6–3, 3–6).
Poursuivant sur sa lancée, Courier se qualifie pour la première fois de sa carrière pour une finale à Wimbledon, sa troisième finale de Grand Chelem consécutive, mais ne pourra venir à bout de Pete Sampras, s’inclinant sur un score serré (6–7(3–7), 6–7(6–8), 6–3, 3–6). Il achève la saison à la troisième place mondiale.

### 1994: Demi-finale à l’Open d’Australie et à Roland-Garros, sortie du Top 10
En début de saison, Courier atteint une nouvelle fois le dernier carré de l’Open d’Australie, battu par Pete Sampras, ainsi que la demi-finale de Roland-Garros, dominé une seconde fois par Bruguera.
Sampras le défait encore en demi-finale du Masters de Miami. Au mois d’août, l’Américain décroche une nouvelle demi-finale aux Masters du Canada, où il s’inclinera face à l’australien Stoltenberg. Il termine la saison à la treizième place mondiale.

### 1995-2000: Déclin et fin de carrière difficile
S’avouant vidé physiquement et émotionnellement, Jim Courier entamera alors un lent déclin, ne parvenant plus à tenir tête aux meilleurs joueurs du monde.
Ses meilleures performances seront un titre à Tokyo et à Bâle en 1995, ainsi qu’à Doha, Los Angeles et Pékin en 1997. Il atteindra une ultime demi-finale en Grand Chelem lors de l’US Open 1995, concédée à Pete Sampras. Il conquiert son dernier titre prestigieux en Coupe Davis, en 1995, année où il finira une dernière fois dans le Top 10 mondial, à la huitième place.
Au mois de mai 2000, Jim Courier annonce la fin de sa carrière professionnelle, après douze années passées sur le circuit.

### Retraite et reconversion
Après sa retraite, Jim Courier est devenu commentateur et consultant sportif pour USA Network, NBC Sports, TNT et Seven Network. Il commente fréquemment pour cette dernière les matchs de l’Open d’Australie.
Il devient, de plus, capitaine de l’Équipe des États-Unis de Coupe Davis en 2011 et démarre à ce poste lors de la rencontre Chili - États-Unis du 4 au 6 mars 2011. Après huit années passées à la tête des États-Unis en Coupe Davis, Jim Courier démissionne le 27 septembre 2018, à la suite du revers subi face à la Croatie en demi-finales de l’édition 2018.

## Faits de carrière
Depuis le Grand Chelem de Rod Laver en 1969 et le Petit Chelem de Mats Wilander en 1988, et jusqu’au Grand Chelem sur deux ans de Novak Djokovic en 2016, il a été le troisième joueur à réussir le doublé Open d’Australie - Roland-Garros, le mettant en position d’accomplir le Grand Chelem sur une année (en 1992), mais il s’arrête en 1/16 à Wimbledon. Comme Mats Wilander en 1988 (stoppé en 1/4 à Wimbledon) et Björn Borg en 1978, 1979 et 1980 (lors de ces trois années le premier Grand Chelem de l’année est Roland Garros, en 1978 et 1980 il est stoppé en finale de l’US Open). Il a été le plus jeune joueur de l’histoire à avoir atteint les quatre finales des tournois du Grand Chelem après sa défaite à Wimbledon en 1993.
Il est le joueur américain ayant gagné le plus de fois à Roland-Garros dans l’ère Open avec deux victoires, et l’un des trois à l’avoir remporté, avec Michael Chang et Andre Agassi (qu’il avait battu en finale en 1991).
Courier a exercé une domination réelle sur le tennis mondial, à cheval sur les années 1992 et 1993, s’imposant par sa puissance, sa polyvalence et sa solidité, avant de connaître un brusque arrêt. Certains datent ce déclin brutal de sa finale perdue à Roland-Garros en 1993 face à Sergi Bruguera, alors qu’il avait été jusque-là imparable sur les courts. Suit aussi une finale à Wimbledon un mois plus tard, perdue face à Pete Sampras.
Les désillusions s’ensuivirent, ainsi qu’une forme d’usure et de démotivation profonde, symbolisée par exemple par cette chute lors de l’US Open 1993 face à Cédric Pioline, ou encore par ce moment insolite, durant les Masters de fin d’année, où il lut un livre pendant le changement de côté.
| Année          | 1990 | 1991 | 1992 | 1993 | 1994 | 1995 | 1996 | 1997 | 1998 | 1999 | 2000 |
| Rang en simple | 25   | 2    | 1    | 3    | 13   | 8    | 26   | 21   | 76   | 32   | 288  |
| Rang en double | 40   | 64   | 246  | 127  | 123  | 188  | 164  | 346  | 194  | 195  | 430  |

Source : (en) Classements de Jim Courier sur le site officiel de la Fédération internationale de tennis

## Parcours en Grand Chelem et aux Masters
| Tournament       | 1988 | 1989 | 1990 | 1991 | 1992 | 1993 | 1994 | 1995 | 1996 | 1997 | 1998 | 1999 | 2000 |
| ---------------- | ---- | ---- | ---- | ---- | ---- | ---- | ---- | ---- | ---- | ---- | ---- | ---- | ---- |
| Open d’Australie | -    | -    | 2T   | 4T   | V    | V    | DF   | QF   | QF   | 4T   | -    | 3T   | 1T   |
| Roland-Garros    | -    | 4T   | 4T   | V    | V    | F    | DF   | 4T   | QF   | 1T   | 2T   | 2T   | -    |
| Wimbledon        | -    | 1T   | 3T   | QF   | 3T   | F    | 2T   | 2T   | 1T   | 1T   | 1T   | 4T   | -    |
| US Open          | 2T   | 3T   | 2T   | F    | DF   | 4T   | 2T   | DF   | -    | 1T   | -    | 1T   | -    |
| Masters          | -    | -    | -    | F    | F    | 1T   | -    | 1T   | -    | -    | -    | -    | -    |

## Parcours dans les tournois duGrand Chelem

### En simple
| Année | Open d'Australie | Open d'Australie | Internationaux de France | Internationaux de France | Wimbledon       | Wimbledon    | US Open         | US Open     |
| ----- | ---------------- | ---------------- | ------------------------ | ------------------------ | --------------- | ------------ | --------------- | ----------- |
| 1988  | —                | —                | —                        | —                        | —               | —            | 2e tour (1/32)  | M. Pernfors |
| 1989  | —                | —                | 1/8 de finale            | A. Chesnokov             | 1er tour (1/64) | R. Seguso    | 3e tour (1/16)  | I. Lendl    |
| 1990  | 2e tour (1/32)   | J. Svensson      | 1/8 de finale            | A. Agassi                | 3e tour (1/16)  | M. Woodforde | 2e tour (1/32)  | G. Muller   |
| 1991  | 1/8 de finale    | S. Edberg        | Victoire                 | A. Agassi                | 1/4 de finale   | M. Stich     | Finale          | S. Edberg   |
| 1992  | Victoire         | S. Edberg        | Victoire                 | P. Korda                 | 3e tour (1/16)  | A. Olhovskiy | 1/2 finale      | P. Sampras  |
| 1993  | Victoire         | S. Edberg        | Finale                   | S. Bruguera              | Finale          | P. Sampras   | 1/8 de finale   | C. Pioline  |
| 1994  | 1/2 finale       | P. Sampras       | 1/2 finale               | S. Bruguera              | 2e tour (1/32)  | G. Forget    | 2e tour (1/32)  | A. Gaudenzi |
| 1995  | 1/4 de finale    | P. Sampras       | 1/8 de finale            | A. Costa                 | 2e tour (1/32)  | C. Pioline   | 1/2 finale      | P. Sampras  |
| 1996  | 1/4 de finale    | A. Agassi        | 1/4 de finale            | P. Sampras               | 1er tour (1/64) | J. Stark     | —               | —           |
| 1997  | 1/8 de finale    | T. Muster        | 1er tour (1/64)          | M. Larsson               | 1er tour (1/64) | M. Stich     | 1er tour (1/64) | T. Martin   |
| 1998  | —                | —                | 2e tour (1/32)           | J. Knippschild           | 1er tour (1/64) | T. Johansson | —               | —           |
| 1999  | 3e tour (1/16)   | I. Kafelnikov    | 2e tour (1/32)           | H. Arazi                 | 1/8 de finale   | T. Henman    | 1er tour (1/64) | S. Doseděl  |
| 2000  | 1er tour (1/64)  | N. Escudé        | —                        | —                        | —               | —            | —               | —           |

N.B. : à droite du résultat se trouve le nom de l'ultime adversaire.

#### Vainqueur (4)
| Année | Tournoi              | Adversaire en finale | Score                   |
| 1991  | Roland-Garros        | Andre Agassi         | 3-6, 6-4, 2-6, 6-1, 6-4 |
| 1992  | Open d’Australie     | Stefan Edberg        | 6-3, 3-6, 6-4, 6-2      |
| 1992  | Roland-Garros (2)    | Petr Korda           | 7-5, 6-2, 6-1           |
| 1993  | Open d’Australie (2) | Stefan Edberg        | 6-2, 6-1, 2-6, 7-5      |

#### Finaliste (3)
| Année | Tournoi       | Adversaire en finale | Score                   |
| 1991  | US Open       | Stefan Edberg        | 2-6, 4-6, 0-6           |
| 1993  | Roland-Garros | Sergi Bruguera       | 4-6, 6-2, 2-6, 6-3, 3-6 |
| 1993  | Wimbledon     | Pete Sampras         | 6-73, 6-76, 6-3, 3-6    |

### En double
| Année | Open d'Australie                                                                | Open d'Australie | Internationaux de France                                                       | Internationaux de France                                                      | Wimbledon                                                                           | Wimbledon | US Open | US Open |
| ----- | ------------------------------------------------------------------------------- | ---------------- | ------------------------------------------------------------------------------ | ----------------------------------------------------------------------------- | ----------------------------------------------------------------------------------- | --------- | ------- | ------- |
| 1989  | —                                                                               | —                | 2e tour (1/16) P. Sampras \|\| style="text-align:left;" \| C. Saceanu M. Stich | 1/8 de finale P. Sampras \|\| style="text-align:left;" \| R. Leach J. Pugh    | 1er tour (1/32) P. Sampras \|\| style="text-align:left;" \| A. Antonitsch J. Canter |           |         |         |
| 1990  | 1er tour (1/32) P. Sampras \|\| style="text-align:left;" \| D. Cassidy G. Pozzi | —                | —                                                                              | 2e tour (1/16) M. Davis \|\| style="text-align:left;" \| P. Aldrich D. Visser | 1er tour (1/32) P. Sampras \|\| style="text-align:left;" \| J. Brown S. Melville    |           |         |         |
| 1991  | —                                                                               | —                | —                                                                              | —                                                                             | 1/8 de finale D. Flach \|\| style="text-align:left;" \| P. Annacone K. Evernden     | —         | —       |         |

N.B. : le nom du ou de la partenaire se trouve sous le résultat ; le nom des ultimes adversaires se trouve à droite.

## Parcours dans lesMasters 1000
| Année | Indian Wells                | Miami                      | Monte-Carlo               | Rome                       | Hambourg                  | Canada                     | Cincinnati                | Stockholm puis Essen puis Stuttgart | Paris                      |
| ----- | --------------------------- | -------------------------- | ------------------------- | -------------------------- | ------------------------- | -------------------------- | ------------------------- | ----------------------------------- | -------------------------- |
| 1990  | 1/2 finale S. Edberg        | 1/4 de finale A. Agassi    | 1/8 de finale T. Muster   | 1/8 de finale A. Chesnokov | 1/8 de finale J. Aguilera | —                          | 1/4 de finale A. Gómez    | 2e tour A. Chesnokov                | 1/8 de finale Bo. Becker   |
| 1991  | Victoire G. Forget          | Victoire D. Wheaton        | —                         | 1/8 de finale A. Cherkasov | 2e tour H. de la Peña     | 1/2 finale P. Korda        | 1/2 finale P. Sampras     | 1/2 finale Bo. Becker               | 1/8 de finale O. Camporese |
| 1992  | 1/8 de finale A. Chesnokov  | 1/2 finale M. Chang        | —                         | Victoire C. Costa          | —                         | —                          | 1/8 de finale D. Wheaton  | 1/8 de finale H. Holm               | 1/4 de finale Bo. Becker   |
| 1993  | Victoire W. Ferreira        | 1/8 de finale M. Woodforde | —                         | Victoire G. Ivanišević     | —                         | 1/8 de finale M. Pernfors  | 2e tour J. Stoltenberg    | 1/8 de finale M. Rosset             | 2e tour M. Gustafsson      |
| 1994  | 2e tour P. Rafter           | 1/2 finale P. Sampras      | 1/4 de finale A. Medvedev | 1/4 de finale S. Doseděl   | —                         | 1/2 finale J. Stoltenberg  | 1/4 de finale D. Wheaton  | 1/8 de finale M. Stich              | 2e tour M. Woodforde       |
| 1995  | 2e tour C. Costa            | 3e tour M. Woodforde       | —                         | 1er tour T. Guardiola      | —                         | 1/8 de finale M. Stich     | 1/4 de finale M. Chang    | 1/4 de finale P. Sampras            | 1/2 finale P. Sampras      |
| 1996  | 1/8 de finale W. Ferreira   | 1/4 de finale A. Boetsch   | 2e tour J. Sánchez        | 2e tour H. Gumy            | —                         | —                          | 1/8 de finale W. Ferreira | 1/8 de finale M. Chang              | 2e tour A. Boetsch         |
| 1997  | 1er tour F. Clavet          | 1/2 finale T. Muster       | 2e tour M. Philippoussis  | 1/4 de finale M. Ríos      | —                         | 1er tour F. Santoro        | 1er tour A. Costa         | —                                   | 1er tour B. Ulihrach       |
| 1998  | 1/8 de finale J.-M. Gambill | 2e tour À. Corretja        | —                         | 1er tour F. Mantilla       | —                         | 1er tour S. Draper         | 1er tour T. Haas          | —                                   | —                          |
| 1999  | 2e tour C. Moyà             | 2e tour P. Sampras         | —                         | —                          | —                         | 1/4 de finale T. Johansson | 2e tour C. Pioline        | 2e tour À. Corretja                 | 1/4 de finale M. Safin     |
| 2000  | 1er tour A. Di Pasquale     | 2e tour T. Enqvist         | —                         | —                          | —                         | —                          | —                         | —                                   | —                          |

N.B. : sous le résultat se trouve le nom de l’ultime adversaire.